# Marma al-Hadżar
Marma al-Hadżar (arab. مرمى الحجر) – miejscowość w Syrii, w muhafazie Aleppo. W 2004 roku liczyła 1818 mieszkańców.